# Arie Haan
Arend "Arie" Haan (* 16. listopad 1948, Finsterwolde) je bývalý nizozemský fotbalista. Nastupoval především na postu záložníka.
S nizozemskou reprezentací získal dvě stříbra na mistrovství světa (1974, 1978). Zúčastnil se i mistrovství Evropy 1980. V národním týmu působil v letech 1972–1980, odehrál 35 utkání, v nichž vstřelil 6 gólů.
S Ajaxem Amsterdam třikrát vyhrál Pohár mistrů evropských zemí (1970/71, 1971/72, 1972/73), jednou Interkontinentální pohár (1972). S Anderlechtem Brusel dvakrát triumfoval v Poháru vítězů pohárů (1975/76, 1977/78) a dvakrát též v Superpoháru UEFA (1976, 1978). V evropských pohárech odehrál 83 zápasů, dal v nich 14 branek.
S Ajaxem je trojnásobným mistrem Nizozemska (1969/70, 1971/72, 1972/73). Stal se též třikrát mistrem Belgie, jednou s Anderlechtem (1980/81), dvakrát se Standardem Lutych (1981/82, 1982/83). Má tři nizozemské poháry (1969/70, 1970/71, 1971/72) a jeden belgický (1975/76).
Po skončení hráčské kariéry se stal trenérem. Jeho největším trenérským úspěchem bylo, když VfB Stuttgart přivedl v sezóně 1988/89 do finále Poháru UEFA.